# Жеро II д’Арманьяк
Жеро́ II (ок. 1045—1095) — граф д’Арманьяк с 1061 года, сын графа Бернара II Тюмапалера и Эрменгарды.

## Биография
С 1072 по 1080 год Жеро II управлял графством совместно с братом, Арно-Бернаром. В 1073 году оба брата вместе воевали с Сантюлем, виконтом де Лескаром.
Около 1070 года граф Жеро женился на Азивелле (Авизелле) де Ломань (умерла в 1086), дочери Одона II, виконта де Ломань, вдовы Жеро I, сеньора д’Обессана. (Отец Ансельм считает, что она была вдовой Бернара, сеньора де Ла Форс, но в родословной виконтов де Ломань упоминается еще одна дочь виконта Одона II де Ломаня, Асселина, которая с 1065 года была женой этого сеньора). После её смерти Жеро II женился вторично на Сансии де Люппе, дочери Арсьё, сеньора де Ла Пюжоль, и вдове виконта де Корнейана.
Все его дети были от первого брака:
- Бернар III (умер в 1110) — граф д’Арманьяк
- Жеро — каноник церкви Святой Марии Ошской.
- Гильом — умер в ранние годы.

Жеро II был похоронен в церкви Святой Марии Ошской, которой всю жизнь оказывал покровительство.